# Гнилицька Любов Дмитрівна
Любов Дмитрівна Гнилицька (нар. 7 лютого 1955, село Новомикільське, тепер Сватівського району Луганської області) — українська радянська діячка, оператор по відгодівлі свиней радгоспу-комбінату «Кремінський». Депутатка Верховної Ради УРСР 10—11-го скликань.

## Біографія
Освіта середня.
У 1972—1975 роках — токар Красноріченського верстатобудівного заводу імені Фрунзе Кремінського району Ворошиловградської області.
У 1975—1976 роках — інспектор держстраху в селі Красноріченське Кремінського району Ворошиловградської області.
З 1976 до 1997 року — оператор по відгодівлі свиней радгоспу-комбінату «Кремінський» (сільськогосподарського комбінату «Мир») Кремінського району Ворошиловградської (Луганської) області.
Член КПРС з 1981 року.
З 1999 року — робітниця сільськогосподарського комбінату «Мир» Кремінського району Луганської області.
Потім — на пенсії в селі Бараниківка Кремінського району Луганської області.

## Нагороди
- медалі